# La Libertad (Comayagua)
La Libertad es un municipio del departamento de Comayagua en la República de Honduras.

## Toponimia
El nombre de La Libertad proviene del positivismo de sus habitantes de la región.

## Geografía
El municipio está ubicado al centro norte del departamento de Comayagua, a unos 42 kilómetros de la cabecera departamental. En el centro pasa el Río Humuya, un río con su mayor parte en el departamento de Comayagua. Además, está situado en la estrechura del Río Frío. La cabecera municipal, La Libertad, se ubica al extremo suroeste del municipio.  

### Límites
| Orientación     | Límite                               |
| --------------- | ------------------------------------ |
| Norte           | Municipio de Victoria, Yoro          |
| Suroeste        | Municipio de La Trinidad, Comayagua  |
| Centro sur      | Municipio de San Jerónimo, Comayagua |
| Sureste         | Municipio de Esquías, Comayagua      |
| Este (nórdico)  | Municipio de Minas de Oro, Comayagua |
| Este (sureño)   | Municipio de San Luis, Comayagua     |
| Oeste (nórdico) | Municipio de Las Lajas, Comayagua    |
| Oeste (centro)  | Municipio de Ojos de Agua, Comayagua |
| Oeste (sureño)  | Municipio de Meámbar, Comayagua      |

### División política
- Aldeas: 20 (2013).
- Caseríos: 131 (2013).

La Libertad contaba con exactamente 11 aldeas y 115 caseríos hasta el 2009. 
| Código administrativo | Aldeas             |
| --------------------- | ------------------ |
| 030601                | La Libertad        |
| 030602                | Cabeceras          |
| 030603                | Cantón San Antonio |
| 030604                | Cuesta del Neo     |
| 030605                | El Higuerón        |
| 030606                | El Olvido          |
| 030607                | Goteras            |
| 030608                | La Pita            |
| 030609                | Loma Alta          |
| 030610                | Los Alfaros        |
| 030611                | Montañuelas        |
| 030612                | Plan de Alejandro  |
| 030613                | San Andrés         |
| 030614                | San José           |
| 030615                | Santa Fe           |
| 030616                | Terreritos         |
| 030617                | Valle Bonito       |
| 030618                | Valle de Ángeles   |
| 030619                | Vallecitos         |
| 030620                | Zacatalitos        |

## Historia
En 1860 varias familias procedentes del municipio El Rosario, Comayagua, y establecidas en la ciudad ahora conocida como La Libertad Vieja, fundaron una localidad bajo el nombre de Portillo de la Ensenada. En 1876 la misma recibió el grado de municipio y sus habitantes cambiaron el nombre al que ahora tiene, el cual proviene del positivismo de sus habitantes. En 1917, los habitantes decidieron agregar a la ciudad de La Libertad como cabecera del municipio.

## Cultura
Su fiesta patronal en honor a Santa Ana se celebra del 24 al 31 de julio. Durante esta semana se realizan procesiones, bautismos, bodas, confirmas, primeras comuniones, coronación de la reina, carreras de cintas, encuentros deportivos, fiestas bailables y quema de pólvora. Además en los alrededor de la plaza instalan carpas con venta de comidas típicas, golosinas, ropa, sombrero y juegos mecánicos.

## Política
| Puesto        | Titular                         | Partido político                        |
| ------------- | ------------------------------- | --------------------------------------- |
| Alcalde       | Edwin Levy Donaire Acosta       | Partido Liberal                         |
| Vicealcaldesa | Danza Roslin Banegas Flores     | Partido Liberal                         |
| Regidora 1    | Karla Cristina Pineda Caballero | Partido Liberal                         |
| Regidor 2     | José Delmis Suazo Amaya         | Partido Nacional                        |
| Regidor 3     | Alonso Machado Romero           | Partido Liberal                         |
| Regidora 4    | Damaris Yesenia Ortega Vásquez  | Partido Nacional                        |
| Regidora 5    | Fany Jessenia Hernández Ávila   | Partido Liberal                         |
| Regidor 6     | Wilberto Romero Cubas           | Partido Nacional                        |
| Regidora 7    | Jessica Lizzeth López Bonilla   | Libertad y Refundación                  |
| Regidora 8    | Uri Yahaira Caballero Aguilar   | Juntos por el Desarrollo de La Libertad |